# Maurice Vallery-Radot
Pour les articles homonymes, voir Vallery-Radot.
Maurice Vallery-Radot, né le 11 mai 1919 à Paris et mort le 19 mai 2006 à Paris, est un conseiller d’État et résistant français.

## Biographie
Il est le fils de Jean Vallery-Radot, conservateur en chef à la Bibliothèque nationale et historien de l'art français, et de Cécile Vignot.
Élève aspirant de réserve à l'École de cavalerie de Saumur en juin 1940, il participe à la défense du pont de Montsoreau, l'un des faits d'armes des cadets de Saumur qui arrêtèrent sur la Loire deux divisions allemandes pendant trois jours.
Docteur en droit, diplômé de l’École libre des sciences politiques et ancien chef de maquis dans la région de Courtenay à la fin de la Seconde Guerre mondiale, il est nommé en 1945 chef du cabinet du ministre des Armées, Edmond Michelet, puis directeur adjoint du cabinet du ministre de la France d’Outre-Mer. La même année, il épouse Catherine de Chauveron, fille de Pierre de Chauveron et d'Antoinette Guilliet. De cette union naîtront six enfants.
Il dirige ensuite le cabinet du secrétaire d'État à la Présidence du Conseil, chargé de l’Énergie atomique. Il entre en 1954 au Conseil d’État comme maître des requêtes, avant de devenir conseiller d’État en 1973. Il est élu président de l'Académie d'agriculture de France pour l’année 2000.
L'intérêt qu'il portait pour l'œcuménisme lui fait fréquenter les communautés orientales et L'Œuvre d'Orient, dont il connaissait le directeur, Mgr Charles Lagier, depuis les années 1950. Il fait partie de son conseil d'administration, entre 1976 et 1999. Il en est vice-président entre 1976 et 1990, et président entre 1991 et 1992.

## Œuvres
- Un administrateur ecclésiastique à la fin de l'Ancien Régime: le cardinal de Luynes, archevêque de Sens (1753-1788), préface de M. Gabriel Le Bras, éd. Sté d'histoire et d'art du diocèse de Meaux, Meaux, 1966
- Remembrement rural et jurisprudence du Conseil d'État, 1968
- La Chartreuse de Valprofonde, Auxerre, 1971.
- Le remembrement agricole et rural, avec la collaboration de Jacques Gastaldi, ouvrage couronné par l'Académie des sciences morales et politiques, Coutances, 1976
- Villeneuve-sur-Yonne, des origines à la Révolution, 1976
- Sens, ville métropolitaine, 1980
- Pasteur, un génie au service de l'homme, éd. Pierre-Marcel Favre, Paris, 1985, prix Général Muteau de l’Académie française en 1987
- Pasteur, dessins et pastels, éd.Hervas, Paris, 1987
- Vigne et vin, composantes d'une civilisation, 1989
- Pasteur, préface du professeur Luc Montagnier, Perrin, 1994
- L'Église des premiers siècles, préface de Mgr Gérard Defoix, Perrin, Paris, 1999
- Un jovinien au service de l'État, récits et souvenirs, préface de M. Henri de Raincourt, Société des sciences historiques et naturelles de l'Yonne, Auxerre, 2006

## Distinctions
- Commandeur de la Légion d'honneur[6]
- Commandeur de l'ordre national du Mérite
- Croix de guerre 1939–1945
- Médaille de la Résistance française avec rosette (24 avril 1946)[7]
- Commandeur de l'ordre du Mérite agricole